# Hayden (Idaho)
Pour les articles homonymes, voir Hayden.
Hayden est une ville située dans le comté de Kootenai, dans l'État de l'Idaho aux États-Unis.

## Démographie
| 1960 | 1970  | 1980  | 1990  | 2000  | 2010   |
| ---- | ----- | ----- | ----- | ----- | ------ |
| 901  | 1 285 | 2 586 | 3 744 | 9 159 | 13 294 |

Lors du recensement de 2010, sa population s'élevait à 13 294 habitants.